# Palais de la Credenza
Le palais de la Credenza (en italien : palazzo della Credenza ; en piémontais : palass dla Chërdensa) est un bâtiment gothique situé à Ivrée au Piémont.

## Histoire
Le palais est érigé au début du XIVe siècle dans le lieu où se trouvait l'ancienne place du Marché, aujourd'hui connue comme place de la Credenza, dans la haute-ville d'Ivrée.
Le bâtiment était le siège des assemblées de la Credenza, le conseil communal qui formait le parlement de la libre commune d'Ivrée au Moyen-Âge.
Le palais joue ce rôle jusqu'au XVIIe siècle, avant que le siège municipal de la ville soit transféré dans la maison Caffarelli, face à l'actuel théâtre Giacosa, en 1681.

## Description
Le bâtiment, réalisé en briques, s'élève sur trois niveaux.

## Galerie d'images

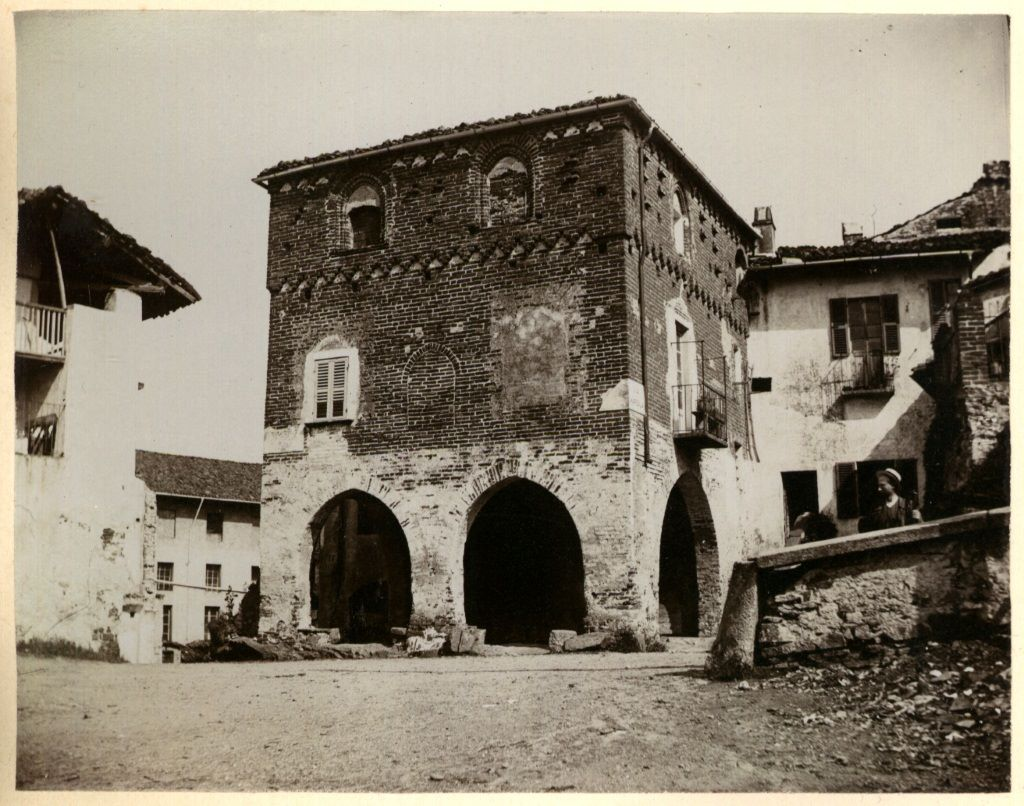
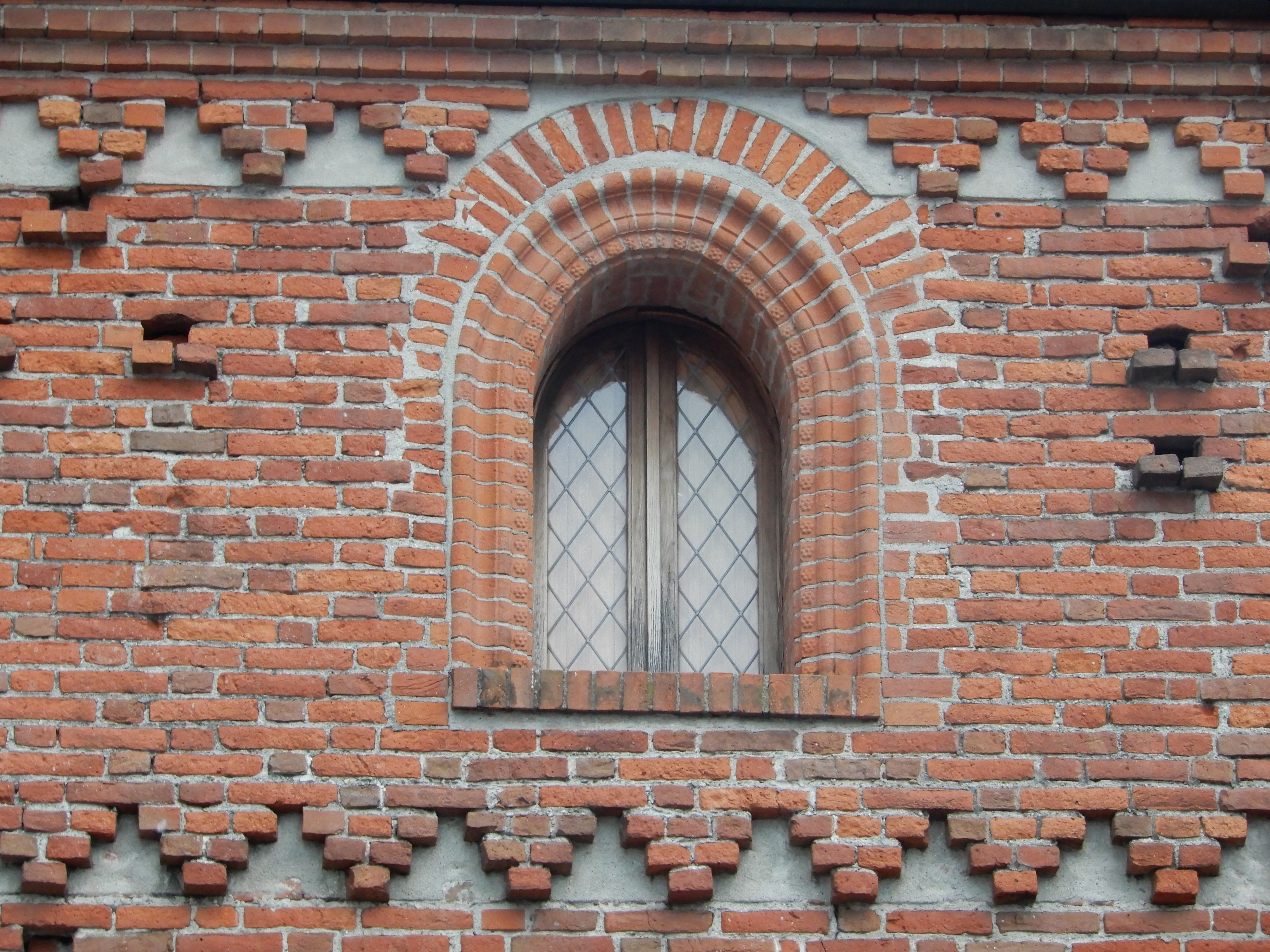
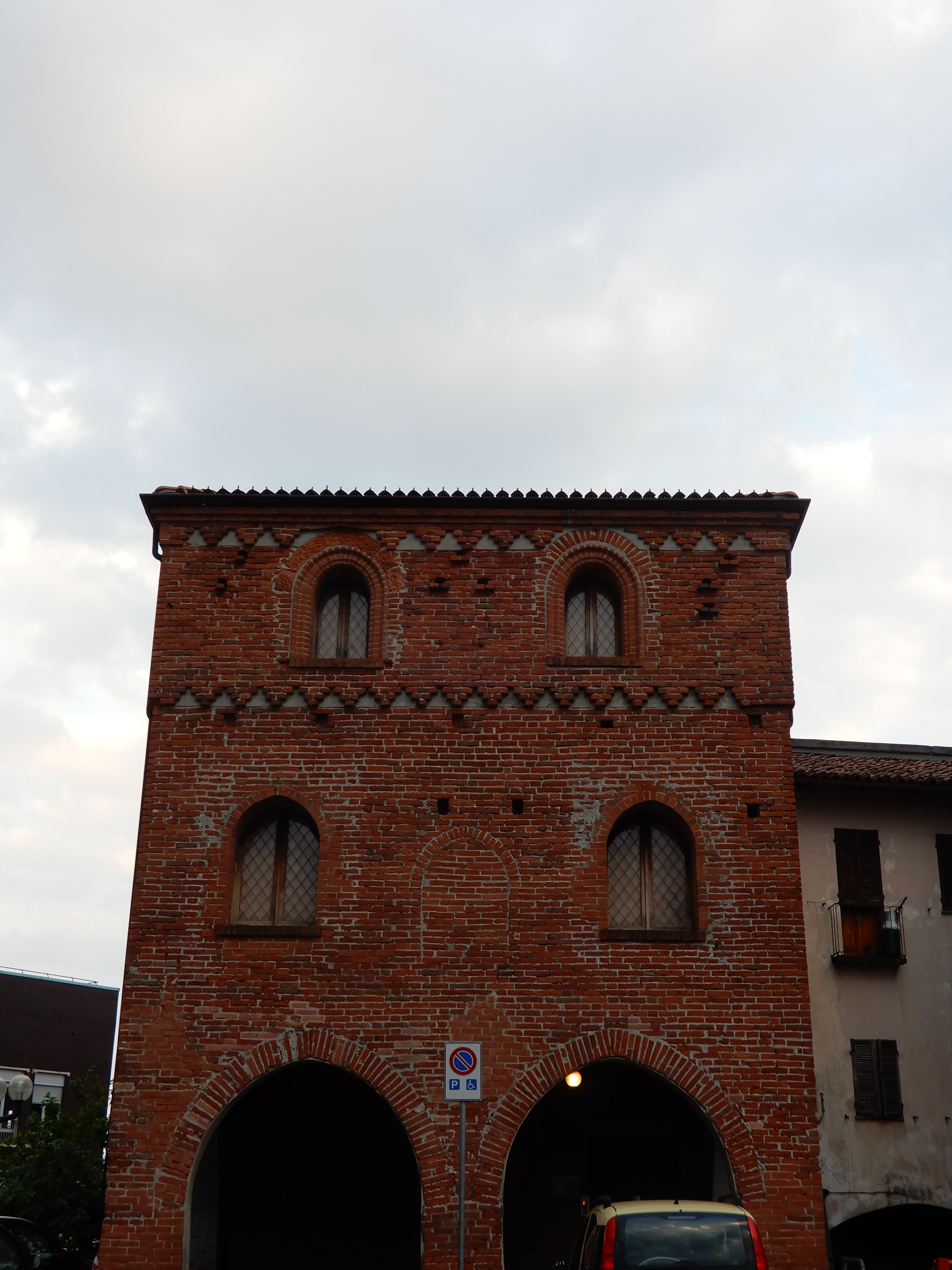